# Hans Galesloot
Hans Galesloot (Nederhorst den Berg, 1953) is een Nederlandse auteur en scenarioschrijver.

## Levensloop
Galesloot studeerde sociale wetenschappen aan de Universiteit van Amsterdam. Hij werkte al in zijn studietijd als filmeditor bij Thijs Chanowski. Na het afronden van zijn studie vertrok hij begin jaren tachtig naar de Verenigde Staten. Hij volgde er opleidingen voor scenarioschrijver in San Francisco en aan het American Film Institute in Los Angeles. Terug in Nederland ging hij werken als scenarioschrijver. Hij schreef onder meer het scenario voor de televisieserie Medisch Centrum West. MCW werd van 1988 tot 1994 uitgezonden door de TROS. De hoge kijkcijfers variërend van 3,0 tot 4,5 miljoen wekelijkse kijkers zijn tot op heden de hoogste kijkcijfers ooit gehaald door een  Nederlandse drama-serie. In 1992 won de serie de Gouden Televizier-Ring. 
In Duitsland werd MCW onder de titel Medisch Centrum West, Amsterdam door de ARD uitgezonden van november 1990 tot januari 1991. In totaal werden er 79 Duits nagesynchroniseerde afleveringen uitgezonden. MCW is door heel Europa uitgezonden van Noorwegen tot Turkije. In Spanje werd de serie in het Spaans opnieuw opgenomen. 
In Duitsland werd, van 1993 tot 2000 ook een geheel Duitse versie van MCW uitgezonden onder de naam Stadtklinik. Deze serie was qua thematiek en organisatie van een ziekenhuis op de Duitse situatie gebaseerd en is tot op heden de enig succesvolle drama-serie in het buitenland gemaakt door een Nederlands team. De auteur van deze serie, Hans Galesloot, werkte samen met Nederlandse en Duitse scenarioschrijvers, adviseurs en medisch specialisten. Deze Duitse ziekenhuisserie Stadtklinik werd uitgezonden in Duitsland, Zwitserland en Oostenrijk. Stadtklinik behaalde een wekelijks publiek van 7 tot 9 miljoen kijkers. Er zijn 160 episodes gemaakt.
Galesloot publiceerde in 2002 bij uitgeverij Arena/Meulenhoff de historische roman Mevrouw Majesteit over het hofconflict uit 1956. Het boek gaat over de jonge koningin Juliana die na een fundamenteel verschil van mening en inzicht door haar overspelige echtgenoot Bernhard in samenwerking met het toenmalige kabinet gedwongen werd om in te binden. Juliana was voor 'De derde weg' en stond voor het pacifisme, was na de oorlog tegen een nieuwe wapenwedloop. Bernhard stond voor bewapening en het aanwakkeren van de Koude Oorlog. Juliana verzette zich tot het uiterste. De roman is onder andere gebaseerd op authentieke bronnen, te weten toenmalig RVD-stafmedewerker, Rob de la Rive Box, en prof. dr. Gilles Quispel, een persoonlijke vriend van Juliana.
In 2003 was Galesloot hoofdschrijver van het tweede seizoen van de televisieserie Meiden van De Wit, dat werd uitgezonden in Nederland, België, Frankrijk en Rusland. De serie kreeg de prijs van beste Nederlandse dramaserie 2003. 
In 2004 werkte Galesloot als co-auteur aan het scenario voor de speelfilm De dominee, een film van regisseur Gerrard Verhage over de opkomst en val van maffiabaas Klaas Bruinsma.
Galesloot schreef in 2006 Koppels voor de zender Talpa, een dertiendelige serie, met in de hoofdrol de actrices Maria Kraakman, Nienke Römer en de acteur Jeroen van Koningsbrugge. Koppels werd in 2008 uitgezonden in België, Frankrijk en Rusland. In Frankrijk is de serie in het Frans nagesynchroniseerd. In België is de serie drie maal uitgezonden in de periode 2008-2010 op één, de eerste zender van de Vlaamse VRT. De serie is geregisseerd door Pieter van Rijn, Marc de Cloe, Ron Termaat en Allard Bekker. De serie gaat over het wel en wee van dertigers, die werk, gezin, kinderen en liefdesrelaties proberen te combineren. Ook  LGBTQ relaties komen in deze serie voor. Het onderliggende thema van deze komische drama-serie is het onvermogen om van elkaar te houden.
Galesloot schreef in 2010 voor de Vpro televisie de dramaserie Droomland, die gaat over Ayaan Hirsi Ali in de periode die zij in Nederland doorbracht, het ontstaan van de Hofstadgroep in een moskee in Den Haag en de voorbereiding van de moord op regisseur Theo van Gogh, nadat hij de korte film Submission had geregisseerd. De serie werd in productie genomen en de casting ving aan onder meer in het buitenland, maar kwam niet tot voltooiing doordat de producent IDTV er achter kwam dat de controverse in Kenia en Somalië leidde tot onveilige situaties voor betrokkenen. De AIVD adviseerde gezien de aard van de bedreigingen uit salafistische hoek om iedereen die betrokken was bij de productie tijdens en na uitzending te beveiligen, dit was in de praktijk niet realiseerbaar, waardoor de productie zonder enige publiciteit voortijdig werd beëindigd. De producent van IDTV Frans van Gestel koos voor het publicitair verzwijgen van de kwestie, omdat hij een herhaling vreesde, zoals bij de publicatie van de Deense cartoons van Kurt Westergaard. 
In 2017 publiceerde Galesloot de historische roman DE JACHT bij uitgeverij Magonia. In deze roman wordt de Amsterdamse Jodenvervolging gedramatiseerd vanuit het perspectief van de Nederlandse daders bij de overheid, de Amsterdamse politie en de talloze Jodenjagers. Als de Amsterdamse Jodenjager Jan van de Laan verliefd wordt op Marta Rosenthal, de vrouw die hij moet opsporen en arresteren, verandert dat hun beider levens voorgoed.
In 2023 schreef Galesloot een Amerikaans filmscenario 'Marilyn on the Couch', waarvan de logline is: 'In 1955, iconic actress Marilyn Monroe faces her traumatic past and relationship with men in Hollywood through the help of an insightful psychiatrist and famed acting coach Lee Strasberg to take control of her film career and her own fate.'  Het filmscenario won meerdere prijzen waaronder een finaleplaats in de 2024 Screencraft Fellowship Competition waaraan 2900 filmscenario's deelnamen. Ook won het filmscenario finaleplaatsen in de 2023 Screencraft True Story & Public Domain Competition en Filmmatic Drama Screenplay Awards.   